# スイス車両エレベーター製造

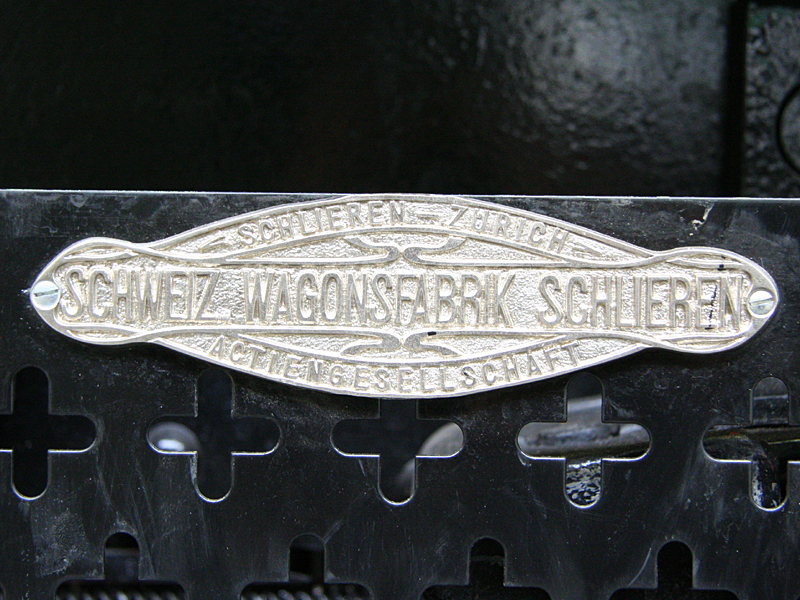
SWSの銘板。

スイス車両エレベーター製造（スイスしゃりょうエレベーターせいぞう、独語：Schweizerische Wagons- und Aufzügefabrik AG: SWS）社は、スイスのチューリヒ州シュリーレンを本拠としていた鉄道車両メーカー である。略称はSWSで、ローカルな口語表現では「WAGI」とも呼ばれる。

## 沿革
1895年に「Firma Geissberger & Cie.,」として設立され、シュリーレン駅の近くに車両工場を開設したのが始まりである。1899年からは「Schweizerische Wagen- und Wagons-Fabrik AG」と社名を変更し、チューリヒに本社を置いたが、本社は1年後にシュリーレンに移転している。1901年に再度社名を改称し「Schweizerische Wagonsfabrik AG in Schlieren-Zürich」になる。
1903年に、新しく設立されたスイス連邦鉄道（SBB）から客車の注文を受け、1906年には約1,000両、1909年には約2,000両に達するSBB向けの鉄道車両を納入した。1917年に「Aufzüge- und Räderfabrik Seebach AG」からエレベーター事業を引継ぎ、社名を「Schweizerische Wagons- und Aufzügefabrik AG, Schlieren-Zürich」に変更した。
1956年に、エレベータと車両の製造行っていたシンドラー（Schindler）・グループの当時の親会社であった「Pars Finanz AG」に30%の株式が買い占められたことが明らかになった。これにより、「Wagi」は1960年には完全にシンドラー・グループの一部として引継がれることになる。1980年から1981年にかけては、スイスの鉄道車両メーカーの再編が進み、SWSはエレベータの標準ドアと標準キャビンの部品の製造、ならびに改造や検査を専門とするようになった。しかし、1983年には、シンドラーがSWSを閉鎖することを発表し、1985年8月の終りに、従業員と地域住民の大声の抗議のもとで、「Wagi」の閉鎖が実行された。工場敷地は短期間のうちに更地となり、新聞「Neuen Zürcher Zeitung（NZZ）」の新しい印刷所の大きなビルが建設され、その他のビルには多くのニュービジネスの小企業が入居した。

## 日本の鉄道との関連

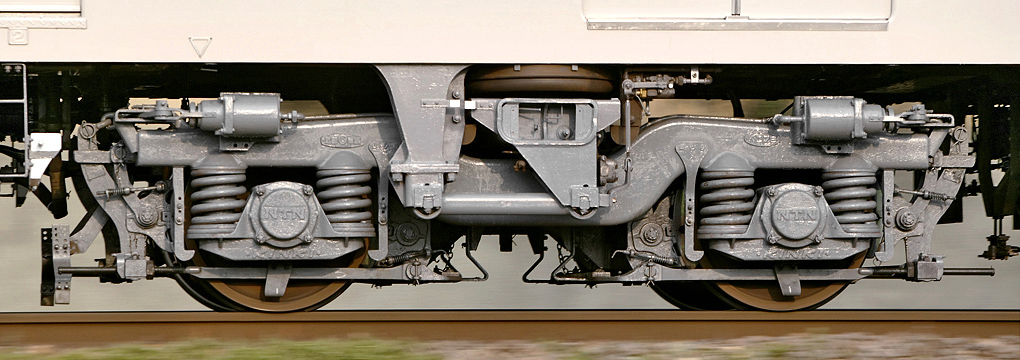
近畿車輛製シュリーレン式台車

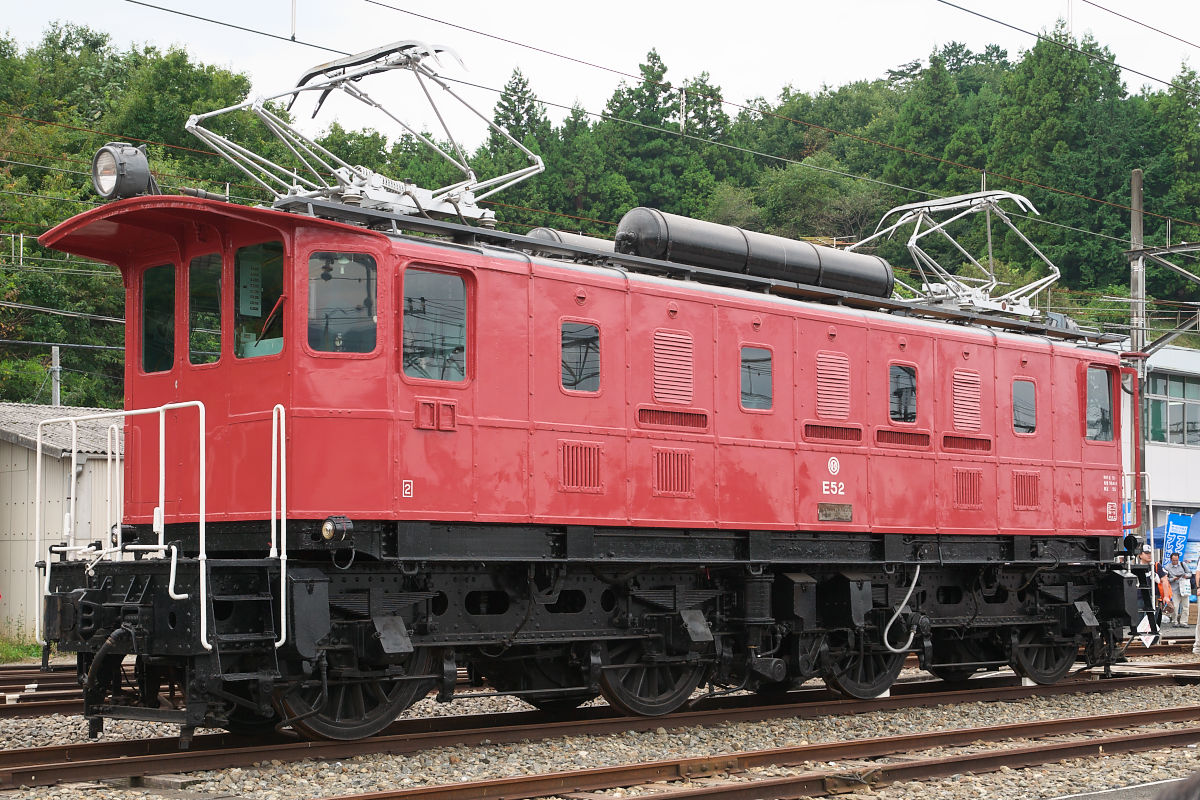
西武鉄道E51形（旧国鉄ED12形）電気機関車

日本の鉄道向けの製品には、1920年代に製造されたブラウン・ボベリ（BBC）の電気機関車や電動機と台車のセットがある。
- 国鉄ED12形電気機関車-1923年に2両が輸入された。車体や台車などの機械部がSWSの製造。
- 吉野鉄道電機1形電気機関車-1923年から3両が吉野鉄道（現・近鉄吉野線）の電化用に輸入された。
- 小田原電気鉄道チキ2形電車の台車-1927年に日本車輌で製造された木造登山電車用電動機と台車のセットとして5両分輸入。板台枠の登山電車用台車がSWSの製造である。

これ以後は日本の鉄道も国産化の時代に入り、製品の輸入は途絶えたが、第2次世界大戦後の1950年代の初めに近畿車輛がSWSと技術提携し、いわゆる「シュリーレン式台車」と呼ばれる円筒案内式軸箱支持装置やサッシレスのバランサー付下降窓、準張殻構造の軽量車体技術などが日本の鉄道にも普及するようになった。